# Istruzione obbligatoria
L'istruzione obbligatoria si riferisce al periodo di istruzione richiesto a tutte le persone e imposto da un governo statale. A seconda del paese, l'educazione può essere impartita in una scuola pubblica o privata riconosciuta oppure a casa (nel caso dell'istruzione domiciliare).
L'istruzione obbligatoria differisce dal concetto "frequenza obbligatoria", la quale comporta per i genitori il solo obbligo a mandare i propri figli in una determinata scuola. L'istruzione obbligatoria comporta invece sia il dovere imposto dalla legge ai genitori di vedere che i loro figli ricevono un'educazione, sia la prerogativa di ogni bambino ad essere educato.

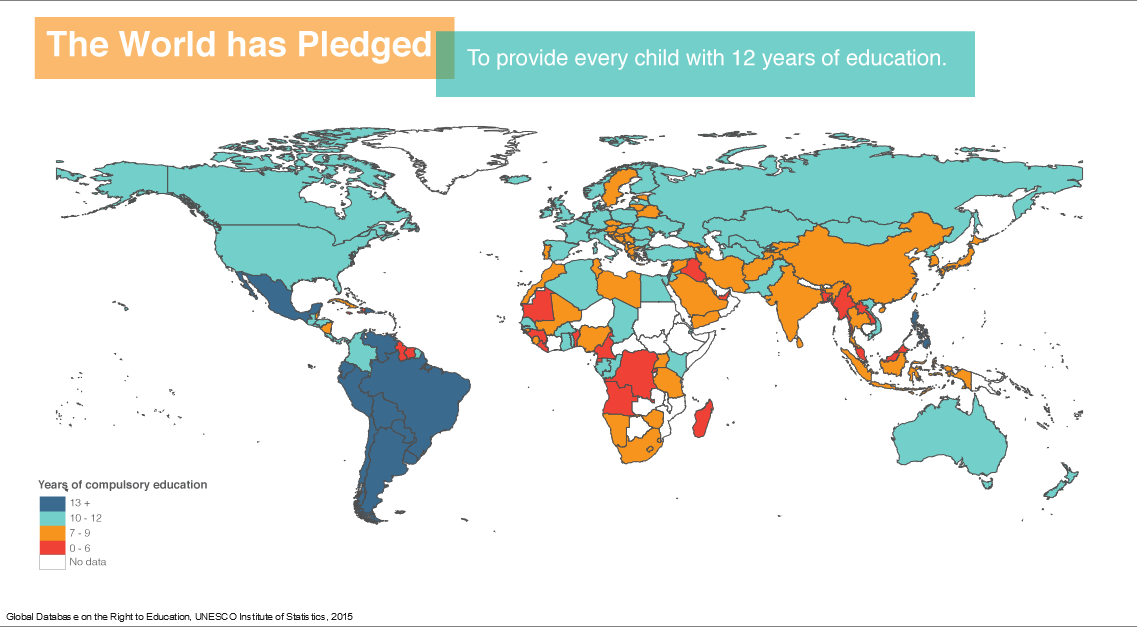
Durata dell'istruzione obbligatoria secondo i dati UNESCO
13+ anni
10–12 anni
7–9 anni
0–6 anni
Dato non disponibile

La Convenzione internazionale sui diritti economici, sociali e culturali richiede, entro un ragionevole numero di anni, il principio secondo cui l'istruzione obbligatoria debba essere gratuita per tutti.
     13+ anni
     10–12 anni
     7–9 anni
     0–6 anni
     Dato non disponibile

## Storia

### Antichità
L'istruzione obbligatoria non fu un concetto sconosciuto nei tempi antichi, tuttavia la presenza di un'educazione obbligatoria fu generalmente legata a un'organizzazione reale, religiosa o militare, sostanzialmente diversa dalle moderne nozioni di istruzione obbligatoria impartita a chiunque.

#### Antica Grecia
La Repubblica di Platone (ca. 424–348 a.C.) è accreditata per aver reso popolare il concetto di educazione obbligatoria nel pensiero intellettuale occidentale. La logica di Platone era semplice: la città ideale richiedeva individui ideali ed individui ideali richiedevano un'educazione ideale. La divulgazione delle idee di Platone iniziò con il più ampio Rinascimento e la traduzione delle opere di Platone da parte di Marsilio Ficino (1433-1499), culminando nell'Illuminismo. Il filosofo illuminista Jean-Jacques Rousseau, noto per il suo lavoro sull'educazione (incluso il romanzo pedagogico Emilio o dell'educazione) disse che "Per avere una buona idea dell'educazione pubblica, leggi la Repubblica di Platone. Non è un trattato politico, come pensano quelli che si limitano a giudicare i libri in base al titolo, ma è il lavoro più fine e più bello sull'educazione mai scritto."
A Sparta i Bambini tra i 6 e i 7 anni lasciavano le loro case e venivano mandati alla scuola militare. I corsi scolastici erano difficili e sono stati descritti come un "periodo di addestramento brutale". Tra i 18 e i 20 anni, i maschi spartani dovevano superare una prova che consisteva in attività ginniche, abilità militari e capacità di comando. Il fallimento della prova da parte dello studente comportava la decadenza della cittadinanza (perioidos) e dei diritti politici. La promozione era un rito di passaggio alla virilità e alla cittadinanza, in cui avrebbe continuato a prestare servizio militare e addestrarsi come soldato fino all'età di 60 anni quando il soldato poteva ritirarsi per vivere con la sua famiglia.

#### Giudea
Sin dai tempi antichi, ogni genitore della Giudea aveva l'obbligo di educare i propri figli, almeno in modo informale. Nel corso dei secoli, con lo sviluppo di città, paesi e villaggi, si evolvette una classe di insegnanti chiamati Rabbini. Secondo il Talmud (trattato di Bava Batra, 21a), che elogia il saggio Joshua ben Gamaliel con l'istituzione dell'educazione ebraica formale nel I secolo d.C., Ben Gamla istituì scuole in ogni città e rese obbligatoria l'istruzione formale dall'età di 6-8 anni.

### XIV secolo
La Triplice alleanza azteca, che governò dal 1428 al 1521 nell'attuale Messico centrale, è considerata il primo stato ad attuare un sistema di istruzione obbligatoria universale.

### Prima età moderna
La Riforma protestante favorì l'istituzione dell'educazione obbligatoria per ragazzi e ragazze, prima nelle regioni che ora fanno parte della Germania, e successivamente in Europa e negli Stati Uniti.
Il testo fondamentale di Martin Lutero An die Ratsherren aller Städte deutschen Landes (Per i consiglieri di tutte le città dei Paesi tedeschi, 1524) chiese di istituire una scuola dell'obbligo affinché tutti i parrocchiani potessero leggere la Bibbia da soli. Il territorio protestante sud-occidentale del Sacro Romano Impero seguì presto l'esempio: nel 1559, il ducato tedesco del Württemberg istituì un sistema di istruzione obbligatoria per ragazzi. Nel 1592, il ducato del Palatinato-Zweibrücken divenne il primo territorio al mondo con istruzione obbligatoria per ragazze e ragazzi, seguito nel 1598 da Strasburgo, all'epoca città libera del Sacro Romano Impero e ora parte della Francia.
In Scozia, il School Establishment Act del 1616 ordinò a ogni parrocchia di istituire una scuola aperta a tutti e pagata dai parrocchiani. Il Parlamento scozzese confermò tale disposizione con l'Education Act del 1633 e creò un'imposta locale sulla terra per fornire i finanziamenti richiesti. Il sostegno richiesto dalla maggioranza dei parrocchiani, tuttavia, fornì una scappatoia per l'evasione fiscale che portò ad una nuova legge sull'istruzione nel 1646, che portò a grandi tumulti che portarono nel 1661 ad una temporanea inversione alla posizione meno obbligatoria del 1633. Tuttavia, nel 1696 una nuova legge ristabilì l'istituzione obbligatoria di una scuola in ogni parrocchia con un sistema di sanzioni, sequestri e attuazione diretta del governo come mezzo di applicazione ove richiesto.
Negli Stati Uniti, in seguito ai trattati di Martin Lutero e ad altri riformatori, i congregazionalisti separatisti che fondarono la colonia di Plymouth nel 1620, obbligarono i genitori a insegnare ai loro figli come leggere e scrivere. Le leggi scolastiche del Massachusetts, tre atti legislativi emanati nella Colonia della Baia del Massachusetts nel 1642, nel 1647 e nel 1648, sono comunemente considerati i primi passi verso l'istruzione obbligatoria negli Stati Uniti. La legge del 1647, in particolare, imponeva a ogni città con più di 50 famiglie di assumere un insegnante e ogni città di oltre 100 famiglie a fondare una scuola. Lo zelo puritano per l'apprendimento si rifletteva nel primo e rapido aumento delle istituzioni educative; ad esempio, il College di Harvard College fu fondato già nel 1636.
La Prussia attuò un moderno sistema di istruzione obbligatoria nel 1763. Fu introdotto dal Generallandschulreglement (Regolamento generale della scuola), un decreto emanato da Federico il Grande nel 1763-1765 e redatto da Johann Julius Hecker, con cui si obbligavano tutti i giovani cittadini, ragazze e ragazzi, ad essere educati dai 5 ai 13-14 anni e di avere una visione di base della religione cristiana, cantare, leggere e scrivere sulla base di un programma statale regolamentato e dotato di libri di testo. Agli insegnanti, spesso ex soldati, fu concesso di coltivare i bachi da seta per guadagnarsi da vivere oltre ai contributi dei cittadini e dei comuni locali.
Nell'Impero austro-ungarico, l'istruzione primaria obbligatoria fu introdotta dall'imperatrice Maria Teresa nel 1774.

### Tarda era moderna

#### Europa
La frequenza scolastica obbligatoria basata sul modello prussiano si diffuse gradualmente in altri paesi. Fu rapidamente adottato dai governi scandinavi della Danimarca-Norvegia e in Svezia, e anche in Finlandia, Estonia e Lettonia all'interno dell'Impero russo, ma fu respinto nella stessa Russia.

#### Inghilterra e Galles
L'Inghilterra e il Galles furono lenti a introdurre l'istruzione obbligatoria a causa dell'alta classe che difendeva i suoi privilegi educativi. In Inghilterra e Galles, l'Elementary Education Act 1870 spianò la strada all'istruzione obbligatoria istituendo consigli scolastici per fondare scuole in tutti i luoghi che non disponevano di adeguate risorse finanziarie. La frequenza scolastica fu obbligatoria fino all'età di 10 anni nel 1880. La legge sull'istruzione del 1996 impose ai genitori l'obbligo per i bambini di avere un'istruzione a tempo pieno dai 5 ai 16 anni. Tuttavia, la frequenza a scuola non è obbligatoria: la sezione 7 della legge consente anche l'educazione domestica .

#### Francia
La Francia è stata altrettanto lenta nell'introdurre l'istruzione obbligatoria, questa volta a causa dei conflitti tra lo stato secolare e la Chiesa cattolica, e di conseguenza tra partiti politici anticlericali e cattolici. La prima serie di leggi di Jules Ferry, approvata nel 1881, rese l'istruzione primaria gratuita per ragazze e ragazzi; comuni e dipartimenti avevano la responsabilità condivisa di finanziarla. Nel 1882, la seconda serie di leggi di Jules Ferry rese l'istruzione obbligatoria per ragazze e ragazzi fino all'età di 13 anni. Nel 1936, il limite di età superiore fu portato a 14 anni. Nel 1959, fu ulteriormente esteso a 16.

#### Germania
L'istruzione obbligatoria tedesca è finanziata dagli stati federali della Germania. Venne introdotta nel 1619 e migliorata nel XVII secolo. Ha avuto un enorme effetto nel paese, con un numero maggiore di persone rispetto agli Stati Uniti.

#### Scozia
La legge scozzese sull'istruzione del 1872 rese obbligatoria l'istruzione elementare per la prima volta per tutti i bambini di età compresa tra 5 e 13 anni. Le scuole parrocchiali e borghesi esistenti furono rilevate dallo stato e gestite da consigli scolastici eletti a livello locale.

#### Stati Uniti d'America
Nel 1852, il Massachusetts fu il primo stato degli Stati Uniti a approvare una legge sull'educazione pubblica universale contemporanea. In particolare, il Tribunale del Massachusetts richiese a ogni città di creare e gestire una scuola di grammatica. Vennero inflitte multe ai genitori che non mandavano i loro figli a scuola e il governo prese il potere di portarli via dai loro genitori e di affidarli ad altri se i funzionari del governo avessero deciso che i genitori erano "inadatti a educare i bambini in modo adeguato".
La diffusione della frequenza obbligatoria nella tradizione del Massachusetts negli Stati Uniti, in particolare per i nativi americani, fu attribuita al generale Richard Henry Pratt, che utilizzò tecniche sviluppate sui nativi americani in un campo di prigionia a Fort Marion, Augustine, in Florida, per forzare le minoranze demografiche in tutta l'America nelle scuole governative. Il suo prototipo era la Carlisle Indian Industrial School in Pennsylvania.
Nel 1918, il Mississippi fu l'ultimo stato a emanare una legge obbligatoria sulle frequenza scolastica.
Nel 1922 gli elettori dell'Oregon tentarono di emanare l'Oregon Compulsory Education Act, che imponeva a tutti i Ragazzi di età compresa tra 8 e 16 anni di frequentare la scuola pubblica statale, lasciando solo eccezioni per i bambini mentalmente o fisicamente inadatti, che abitavano ad una certa distanza dalla scuola statale o previo consenso scritto di un sovrintendente di contea a ricevere istruzioni private. La legge fu approvata dal voto popolare, ma in seguito è stata dichiarata incostituzionale dalla Corte suprema degli Stati Uniti nel caso Pierce contro la Society of Sisters, stabilendo che "un bambino non è una semplice creatura dello stato". Questo caso risolse la disputa sul fatto che le scuole private avessero o meno il diritto di fare affari e di educare negli Stati Uniti.

#### Italia
La prima città italiana in assoluto a godere della scuola elementare obbligatoria fu nel 1775 l'allora austriaca Rovereto (in virtù della Allgemeine Schulordnung, l’ordinamento scolastico emanato dall'imperatrice Maria Teresa); seconda fu la pure austriaca Milano nel 1787. L'istruzione obbligatoria venne poi (ma temporaneamente) introdotta in Italia in epoca napoleonica: nelle repubbliche giacobine italiane e poi nel Regno italico e nel Regno di Napoli la scuola cercò di modellarsi su quella francese. In particolare nel 1810, Gioacchino Murat decretò l'obbligatorietà della scuola primaria. L'istruzione primaria fu concepita come pubblica, obbligatoria e gratuita: tutti i cittadini, sia maschi che femmine, dovevano accedervi; per i livelli superiori non doveva esserci invece uguaglianza dell'istruzione (la quale deve valorizzare i talenti), ma uguaglianza di opportunità. La scuola, bandendo qualsiasi insegnamento religioso, deve essere laica, basata da una parte sulla trasmissione di capacità professionali utili, contenuti verificabili e metodi razionali e dall'altra sulla formazione civile.
Durante l'unità d'Italia, la legge Casati del 1859 istituì una scuola elementare articolata su due bienni, il primo dei quali obbligatorio. Di fatto, al censimento del 1871 si attestò un notevole peggioramento dell'analfabetismo rispetto alla situazione pre-unitaria, cosicché la legge Coppino del 1877 portò la durata delle elementari a cinque anni ed introdusse l'obbligo scolastico nel primo triennio delle elementari stesse, definendo anche sanzioni per i genitori degli studenti che non avessero adempiuto a tale obbligo. La legge Orlando prolungò l'obbligo scolastico fino al dodicesimo anno di età, prevedendo l'istituzione di un "corso popolare" formato dalle classi quinta e sesta, che si innestava subito dopo la scuola elementare; impose altresì ai Comuni di istituire scuole almeno fino alla quarta classe, nonché di assistere gli alunni più poveri, elargendo fondi ai Comuni con modesti bilanci.
La riforma Gentile del 1923 portò l'obbligo scolastico fino ai 14 anni d'età per aderire ad una convenzione internazionale di alcuni anni prima, tuttavia di fatto rimase lettera morta per la stragrande maggioranza degli studenti italiani fino al 1962-1963, quando fu avviata la riforma dell'unificazione della scuola media. Nel frattempo, l'articolo 34, comma secondo della Costituzione italiana, entrata in vigore nel 1948, aveva stabilito che "L'istruzione inferiore, impartita per almeno otto anni, è obbligatoria e gratuita".
Nel 2000 la riforma Berlinguer, non attuata, prevedeva l'innalzamento dell'obbligo scolastico da 8 a 10 anni, con l'unificazione tra scuola elementare e media (accorciando la durata di tale percorso di un anno) al fine di poter frequentare 3 anni di scuola superiore con la possibilità di cambiare indirizzo, attraverso lo svolgimento di attività didattiche. All'interno di tale quadro venne progettato il "nuovo obbligo formativo" (NOF), che prevedeva la permanenza nei vari canali della formazione-istruzione fino al conseguimento di una qualifica di III livello EQF. La successiva riforma Moratti (2003-2005)  ridefinì l'obbligo scolastico e formativo in diritto-dovere di istruzione e formazione, secondo cui gli studenti, dopo il conseguimento del diploma di scuola secondaria di primo grado, si sarebbero dovuti iscrivere alle scuole secondarie di secondo grado o a un corso di formazione. Compiuti i quindici anni gli studenti avrebbero potuto optare per frequentare il secondo ciclo in percorsi di alternanza scuola-lavoro progettati e coordinati dall'istituzione scolastica o formativa, oppure transitare nell'apprendistato. Il ministro Giuseppe Fioroni riportò l'obbligo scolastico a 10 anni e, in ogni caso, fino al sedicesimo anno di età.

#### Giappone
In Giappone, l'educazione obbligatoria fu istituita poco dopo la Restaurazione Meiji nel 1868. Inizialmente, fu fortemente influenzata dal sistema educativo prussiano. Dopo la seconda guerra mondiale, fu ricostruito in larga misura e il nuovo modello educativo è ampiamente influenzato dal modello americano.

#### Travancore
Nel regno indiano di Travancore, la regina Gowri Parvati Bayi pubblicò un editto reale che dichiarava l'educazione universale e ufficialmente riconosciuto il ruolo dello Stato garantire il diritto all'istruzione dalle entrate pubbliche nel 1817.

#### Cina
L'istruzione obbligatoria è stata istituita per la durata di nove anni. Lo scopo dell'istituzione dell'istruzione obbligatoria in Cina è la cosiddetta "universalizzazione", bilanciare le differenze di istruzione tra residenti di città e villaggi.

## Scopi e funzioni

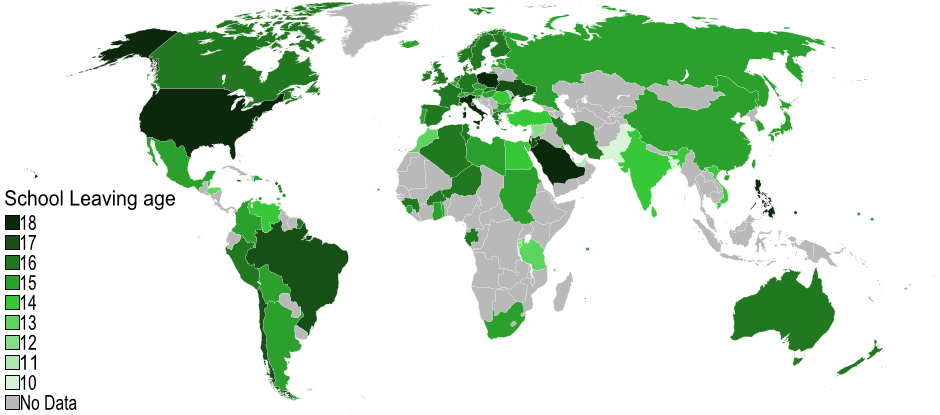
Età in cui è consentito di lasciare la scuola

All'inizio del XX secolo, l'educazione obbligatoria era finalizzata a far padroneggiare le abilità fisiche necessarie e che potevano essere utili al progresso della propria nazione. Essa instillava perciò i valori dell'etica e delle capacità di comunicazione sociale nelle menti degli adolescenti. Inoltre, consentiva agli immigrati di inserirsi nella società di un nuovo paese di cui non avevano conoscenza. Al giorno d'oggi, l'istruzione obbligatoria è stata considerata in molti paesi come un diritto per tutti i cittadini.
L'obbligatorietà viene principalmente utilizzata per migliorare la qualità educativa di tutti i cittadini, minimizzare gli studenti che smettono di frequentare la scuola per motivi economici familiari e anche per bilanciare le differenze educative tra le aree rurali e urbane.
L'istruzione obbligatoria dipende, a seconda del paese, da quale sistema politico è in vigore e da quanto bene è sviluppato il sistema educativo nazionale. D'altra parte, essere istruiti è necessario e importante per ogni cittadino. Non sempre ci sono leggi rigide sull'istruzione obbligatoria

## Variazioni per paese nella fascia d'età dell'istruzione obbligatoria
La tabella seguente indica a che età inizia e termina l'istruzione obbligatoria, paese per paese. L'età più comune per iniziare l'istruzione obbligatoria è di 6 anni, anche se varia tra 3 e 8.
| Paese                | Età minima | Età massima | Note |
| -------------------- | ---------- | ----------- | --- |
| Argentina            | 4          | 18          | |
| Australia            | 5          | 15/17       | Il limite massimo di età varia da uno stato all'altro. Rinunciato se si persegue un'occupazione a tempo pieno o un'istruzione a tempo pieno. |
| Austria              | 6          | 15          | L'istruzione obbligatoria richiede solo nove anni di scuola. Dopo aver completato tutti gli anni della scuola dell'obbligo, l'apprendistato obbligatorio è obbligatorio fino al compimento dei 18 anni. |
| Belgio               | 6          | 18          | In Belgio si applica solo l'istruzione obbligatoria. La scuola non è obbligatoria. |
| Bulgaria             | 5          | 16          | Dal 2012, l'istruzione obbligatoria comprende due anni di istruzione prescolare prima dell'inizio della scuola primaria. |
| Brasile              | 4          | 17          | Ultima modifica nel 2009 |
| Canada               | 6          | 16          | Eccetto Ontario e New Brunswick: 6-18. Alcune province hanno esenzioni a 14. |
| Cina                 | 6          | 15          | |
| Croazia              | 6          | 15          | |
| Cipro                | 5          | 15          | L'istruzione obbligatoria inizia con un anno obbligatorio di istruzione pre-primaria (prescolare). |
| Egitto               | 6          | 14          | |
| Inghilterra e Galles | 5          | 16          | Il requisito è per un'istruzione a tempo pieno, ma la frequenza di una scuola non è obbligatoria (sezione 7 della legge sull'istruzione del 1996). |
| Estonia              | 6/7        | 15/16       | I bambini di 6 anni possono entrare se compiono 7 anni entro il 1º ottobre dello stesso anno. |
| Finlandia            | 7          | 15          | L'età di inizio è negoziabile ± 1 anno. Si conclude dopo il diploma di scuola media superiore, o almeno 9 anni. |
| Francia              | 3          | 16          | Solo educazione obbligatoria |
| Germania             | 6          | 16          | Varia leggermente da uno stato all'altro. |
| Grecia               | 5          | 15          | L'istruzione obbligatoria inizia con un anno obbligatorio di istruzione pre-primaria (prescolare). |
| Haiti                | 6          | 11          | La Costituzione haitiana prevede che l'istruzione sia gratuita. Tuttavia, anche le scuole pubbliche applicano tariffe elevate. L'80% dei bambini frequenta scuole private. |
| Hong Kong            | 6          | 17          | Le leggi di Hong Kong stabiliscono che l'istruzione è gratuita per 12 anni ad eccezione delle scuole private o delle scuole sovvenzionate. |
| Ungheria             | 3          | 16          | Dal 2015 la scuola materna è obbligatoria a partire dai 3 anni, anche se sono previste eccezioni per motivi di sviluppo. |
| India                | 6          | 14          | La legge sul diritto all'istruzione gratuita e obbligatoria dell'agosto 2009 ha reso l'istruzione gratuita e obbligatoria per i bambini tra i 6 e i 14 anni. |
| Indonesia            | 6          | 15          | |
| Israele              | 3          | 18          | La scuola dell'obbligo si svolge dalla scuola materna fino al 12º grado d'istruzione |
| Iran                 | 6          | 12          | |
| Italia               | 6          | 16          | |
| Giamaica             | 5          | 16          | Non è obbligatoria, ma i genitori possono essere accusati di neglienza infantile se impediscono ai loro figli di andare a scuola senza validi motivi. |
| Giappone             | 6          | 15          | |
| Lettonia             | 5          | 16          | |
| Lussemburgo          | 4          | 16          | |
| Malesia              | 6          | 12          | |
| Maldive              | 6          | 15          | |
| Messico              | 6          | 18          | La scuola è richiesta attraverso la scuola secondaria superiore (Preparatoria). |
| Marocco              | 6          | 15          | |
| Paesi Bassi          | 5          | 18          | Gli studenti sono autorizzati a partire in anticipo dopo aver ottenuto il diploma di avviamento (MBO livello 2, HAVO o VWO). |
| Nuova Zelanda        | 6          | 16          | I bambini di solito iniziano la scuola a cinque anni. Non ci sono costi diretti fino all'età di 19 anni. |
| Norvegia             | 6          | 15          | Un totale di dieci anni (di studio, e non di scolarizzazione, come qui suggerito), dove la scuola primaria è negli anni 1-7 (senza voti), e la scuola secondaria inferiore (con voti) negli anni 8-10. |
| Polonia              | 7          | 18          | La legge polacca distingue tra scuola dell'obbligo (obowiązek szkolny) e scuola dell'obbligo (obowiązek nauki). |
| Portogallo           | 6          | 18          | i bambini che vivono in Portogallo per più di 4 mesi devono andare a scuola. L'istruzione domestica è possibile con l'iscrizione a una scuola ed esami trimestrali |
| Russia               | 6          | 17          | Gli studenti possono lasciare la scuola dopo i 15 anni d'età, ma con l'approvazione dei genitori e delle autorità locali. |
| Scozia               | 5          | 16          | Una persona è in età scolare tra i 5 e 16 anni. |
| Slovenia             | 6          | 15          | |
| Singapore            | 7          | 15          | Legge sull'istruzione obbligatoria del 2000. I bambini che studiano a domicilio possono essere esentati dalla legge. Dal 2019, i bambini con bisogni educativi speciali da moderati a gravi non sono più esentati dalla legge (i bambini con esigenze educative speciali lievi erano già coperti dalla legge)..  |
| Spagna               | 6          | 16          | |
| Siria                | 6          | 15          | Età tipica per 9 anni della scuola dell'obbligo dal grado 1 al grado 9. |
| Svezia               | 7          | 16          | |
| Svizzera             | 4-6        | 15          | Varia a seconda del cantone. |
| Taiwan               | 7          | 18          | Età tipica per 9 anni (6-15) di istruzione obbligatoria (a partire dal 1968) e facoltativa fino ai 18 anni (non obbligatoria, a partire dal 2014). |
| Thailandia           | 4          | 15          | Si applica solo la scuola dell'obbligo. La scuola non è obbligatoria in Thailandia. |
| Turchia              | 6          | 18          | Dalla 1ª alla 12ª classe l'istruzione è obbligatoria. A partire dall'anno scolastico 2012-2013, è entrata in vigore una riforma dell'istruzione per portare la scuola dell'obbligo fino alla fine della scuola superiore. Il sistema è comunemente indicato come 4+4+4+4.                                        |
| Stati Uniti          | 5-8        | 15-18       | Le età variano da uno stato all'altro. L'età di inizio varia dai 5 agli 8 anni, l'età finale varia dai 15 ai 18 anni. Nella sentenza Wisconsin v. Yoder, la Corte Suprema ha stabilito nel 1972 che i bambini Amish non potevano essere posti sotto le leggi sull'istruzione obbligatoria oltre l'ottava classe. |
| Uruguay              | 6          | 14          | |
| Zimbabwe             | 6          | 16          | Età tipica per 11 anni della scuola dell'obbligo. |

## Numero di alunni e studenti iscritti all'istruzione obbligatoria
A causa della crescita della popolazione e della proliferazione dell'istruzione obbligatoria, l'UNESCO ha calcolato nel 2006 che nei successivi 30 anni, più persone avrebbero ricevuto un'istruzione formale rispetto a tutta la storia umana precedente.